# Canton de Montceau-les-Mines
Le canton de Montceau-les-Mines est une circonscription électorale française du département de Saône-et-Loire.

## Histoire
Créé au XIXe siècle, le canton disparaît en 1973 à la suite de la création des cantons de Montceau-les-Mines-Nord et Montceau-les-Mines-Sud par décret du 2 août 1973.
Un nouveau découpage territorial de Saône-et-Loire entre en vigueur à l'occasion des élections départementales de 2015. Il est défini par le décret du 18 février 2014, en application des lois du 17 mai 2013 (loi organique 2013-402 et loi 2013-403). Les conseillers départementaux sont, à compter de ces élections, élus au scrutin majoritaire binominal mixte. Les électeurs de chaque canton élisent au Conseil départemental, nouvelle appellation du Conseil général, deux membres de sexe différent, qui se présentent en binôme de candidats. Les conseillers départementaux sont élus pour 6 ans au scrutin binominal majoritaire à deux tours, l'accès au second tour nécessitant 12,5 % des inscrits au 1er tour. En outre la totalité des conseillers départementaux est renouvelée. Ce nouveau mode de scrutin nécessite un redécoupage des cantons dont le nombre est divisé par deux avec arrondi à l'unité impaire supérieure si ce nombre n'est pas entier impair, assorti de conditions de seuils minimaux. Dans la Saône-et-Loire, le nombre de cantons passe ainsi de 57 à 29. Le canton de Montceau-les-Mines est reconstitué par ce décret.
Le canton de Montceau-les-Mines est formé de communes des anciens cantons de Montceau-les-Mines-Nord et Montceau-les-Mines-Sud (1 commune) et du canton de Montcenis (1 commune). Avec ce redécoupage administratif, le territoire du canton s'affranchit des limites d'arrondissements, avec 1 commune incluse dans l'arrondissement de Chalon-sur-Saône et une dans celui d'Autun. Le bureau centralisateur est situé à Montceau-les-Mines.

## Représentation

### Conseillers généraux de 1874 à 1973
| Période | Période          | Identité                        | Étiquette            | Qualité                                                                               |
| ------- | ---------------- | ------------------------------- | -------------------- | ------------------------------------------------------------------------------------- |
| 1874    | 1878 (démission) | Léonce Chagot                   | Droite               | Directeur des mines de Blanzy Maire de Montceau-les-Mines                             |
| 1878    | 1893             | Antoine-Octave Jeannin          |                      | Médecin, maire de Montceau-les-Mines                                                  |
| 1893    | 1901             | François de Gournay             | Républicain rallié   | Gérant des mines de Blanzy Maire de Saint-Vallier                                     |
| 1901    | 1934 (décès)     | Claude Forest (1869-1934)       | Socialiste puis SFIO | Ouvrier mineur Premier adjoint au maire de Montceau-les-Mines                         |
| 1935    | 1940             | François Bonnot                 | SFIO                 | Ancien mineur à Montceau-les-Mines                                                    |
|         |                  |                                 |                      |                                                                                       |
| 1942    | 1945             | Jean-Marie Bailleau (1879-1950) | SFIO (exclu en 1944) | Mineur Maire de Montceau-les-Mines (1936-1944) Nommé conseiller départemental en 1942 |
|         |                  |                                 |                      |                                                                                       |
| 1945    | 1949             | Henri Mézière                   | SFIO                 | Électricien Adjoint au maire de Montceau-les-Mines                                    |
| 1949    | 1955             | Maurice Billard                 | RPF puis RS          | Géomètre des houillères, conseiller municipal de Montceau-les-Mines                   |
| 1955    | 1961             | Henri Mézière                   | SFIO puis PSU        | Adjoint au maire de Montceau-les-Mines                                                |
| 1961    | 1967             | Robert Vernet                   | SFIO                 | Enseignant Adjoint au maire de Montceau-les-Mines                                     |
| 1967    | 1973             | Michel Thomas                   | UDR                  | Médecin à Montceau-les-Mines                                                          |

### Conseillers d'arrondissement (de 1874 à 1940)
| Période                                  | Période          | Identité                  | Étiquette                 | Qualité |
| ---------------------------------------- | ---------------- | ------------------------- | ------------------------- | --- |
| 1874                                     | 1880             | Gaspard Duverne           | Conservateur              | Fermier aux Etiveaux, négociant, adjoint au maire de Montceau-les-Mines                                     |
| 1880                                     | 1892             | Georges Bertrand          | Républicain radical       | Propriétaire, maire de Montceau-les-Mines (1884-1888)                                                       |
| 1892                                     | 1904             | Alfred de Boisset-Glassac | Libéral                   | Ingénieur, directeur des mines de Blanzy, maire de Montceau-les-Mines (1888-1900)                           |
| 1904                                     | 1910             | François Gillardot        | SFIO                      | Maire de Saint-Vallier                                                                                      |
| 1910                                     | 1912 (démission) | Jules Louvrier            | SFIO                      | Manœuvre à la mine                                                                                          |
| 1912                                     | 1934             | Léon Laroche              | SFIO                      | Médecin à Montceau-les-Mines                                                                                |
| 1934                                     | 1940             | Claude Martin             | Soc.ind. (soutien Droite) | Industriel, maire de Montceau-les-Mines (1934-1936)                                                         |
| 1940                                     |                  |                           |                           | Les conseils d'arrondissement ont été suspendus par la loi du 12 octobre 1940 et n'ont jamais été réactivés |
| Les données manquantes sont à compléter. |                  |                           |                           | |

### Conseillers départementaux depuis 2015
| Période élective | Période élective | Mandat | Mandat   | Identité                                 | Nuance | Nuance | Qualité                                                                                               |
| ---------------- | ---------------- | ------ | -------- | ---------------------------------------- | ------ | ------ | --- |
| 2015             | 2021             | 2015   | 2015     | Éric Dubreuil (Décédé le 7 octobre 2015) |        | UMP    | Médecin Conseiller municipal de Montceau-les-Mines                                                    |
| 2015             | 2021             | 2015   | 2021     | Lionel Duparay (Remplaçant)              |        | LR     | Ingénieur Arts et Metiers adjoint au maire de Montceau-les-Mines                                      |
| 2015             | 2021             | 2015   | en cours | Marie-Thérèse Frizot                     |        | DVD    | Enseignante retraitée adjointe au maire de Montceau-les-Mines 8e vice-présidente - enfance et famille |
| 2021             | 2028             | 2021   | en cours | Lionel Duparay                           |        | LR     | Conseiller sortant, suppléant du député Sébastien Martin                                              |
| 2021             | 2028             | 2021   | en cours | Marie-Thérèse Frizot                     |        | DVD    | Conseillère sortante                                                                                  |

### Résultats détaillés

#### Élections de mars 2015
À l'issue du 1er tour des élections départementales de 2015, deux binômes sont en ballottage : Éric Dubreuil et Marie-Thérèse Frizot (Union de la Droite, 35,29 %) et Marie-Lise Grazia et Laurent Selvez (Union de la Gauche, 29,66 %). Le taux de participation est de 43,53 % (5 878 votants sur 13 502 inscrits) contre 50,75 % au niveau départemental et 50,17 % au niveau national.
Au second tour, Éric Dubreuil et Marie-Thérèse Frizot (Union de la Droite) sont élus avec 54,14 % des suffrages exprimés et un taux de participation de 42,08 % (2 795 voix pour 5 682 votants et 13 502 inscrits).

#### Élections de juin 2021
Le premier tour des élections départementales de 2021 est marqué par un très faible taux de participation (33,26 % au niveau national). Dans le canton de Montceau-les-Mines, ce taux de participation est de 25,39 % (3 075 votants sur 12 110 inscrits) contre 32,7 % au niveau départemental. À l'issue de ce premier tour, deux binômes sont en ballottage : Lionel Duparay et Marie-Thérèse Frizot (DVD, 37,34 %) et Farida Benrabia et Laurent Selvez (Divers, 29,59 %).
Le second tour des élections est marqué une nouvelle fois par une abstention massive équivalente au premier tour. Les taux de participation sont de 34,36 % au niveau national, 33,9 % dans le département et 28,3 % dans le canton de Montceau-les-Mines. Lionel Duparay et Marie-Thérèse Frizot (DVD) sont élus avec 54,91 % des suffrages exprimés (1 717 voix pour 3 427 votants et 12 110 inscrits),,.

## Composition

### Composition avant 1973
Avant sa scission, le canton de Montceau-les-Mines est composé de deux communes entières :
- Montceau-les-Mines (chef-lieu),
- Saint-Vallier.

### Composition depuis 2015
Le canton de Montceau-les-Mines comprend désormais deux communes entières.
| Nom                                        | Code Insee | Intercommunalité    | Superficie (km2) | Population (dernière pop. légale) | Densité (hab./km2) | Modifier                                    |
| ------------------------------------------ | ---------- | ------------------- | ---------------- | --------------------------------- | ------------------ | ------------------------------------------- |
| Montceau-les-Mines (bureau centralisateur) | 71306      | CU Creusot Montceau | 16,62            | 16 946 (2022)                     | 1 020              | modifier les données · modifier les données |
| Saint-Berain-sous-Sanvignes                | 71390      | CU Creusot Montceau | 45,07            | 1 106 (2022)                      | 25                 | modifier les données · modifier les données |
| Canton de Montceau-les-Mines               | 7123       |                     | 61,69            | 18 052 (2022)                     | 293                | modifier les données                        |

## Démographie
En 2022, le canton comptait 18 052 habitants, en évolution de −8,92 % par rapport à 2016 (Saône-et-Loire : −1,06 %, France hors Mayotte : +2,11 %).
| 2013   | 2018   | 2022   |
| ------ | ------ | ------ |
| 20 037 | 18 985 | 18 052 |